# Ebastina
Ebastina é um fármaco utilizado em alergias. Antimuscarínico e anti-histamínico de segunda geração, é um derivado da piperidina e bloqueador de receptores H1 da histamina.